# 瘤摺粉蝨
瘤摺粉蝨（学名：Aleurotrachelus tuberculatus）为粉蝨科摺粉蝨屬下的一个种。